# Otomar Korbelář
Otomar Korbelář (3. listopadu 1899, Sázava – 30. listopadu 1976, Praha) byl český hudebník, herec, režisér a ředitel divadla. Jeho divadelní dráha je nejvíce spojena s Divadlem na Vinohradech a Hudebním divadlem v Karlíně. Ve filmu vytvořil více než padesát rolí, hrál v televizních seriálech a inscenacích. Často spolupracoval s rozhlasem, kde našel využití jeho melodický hlas.

## Život

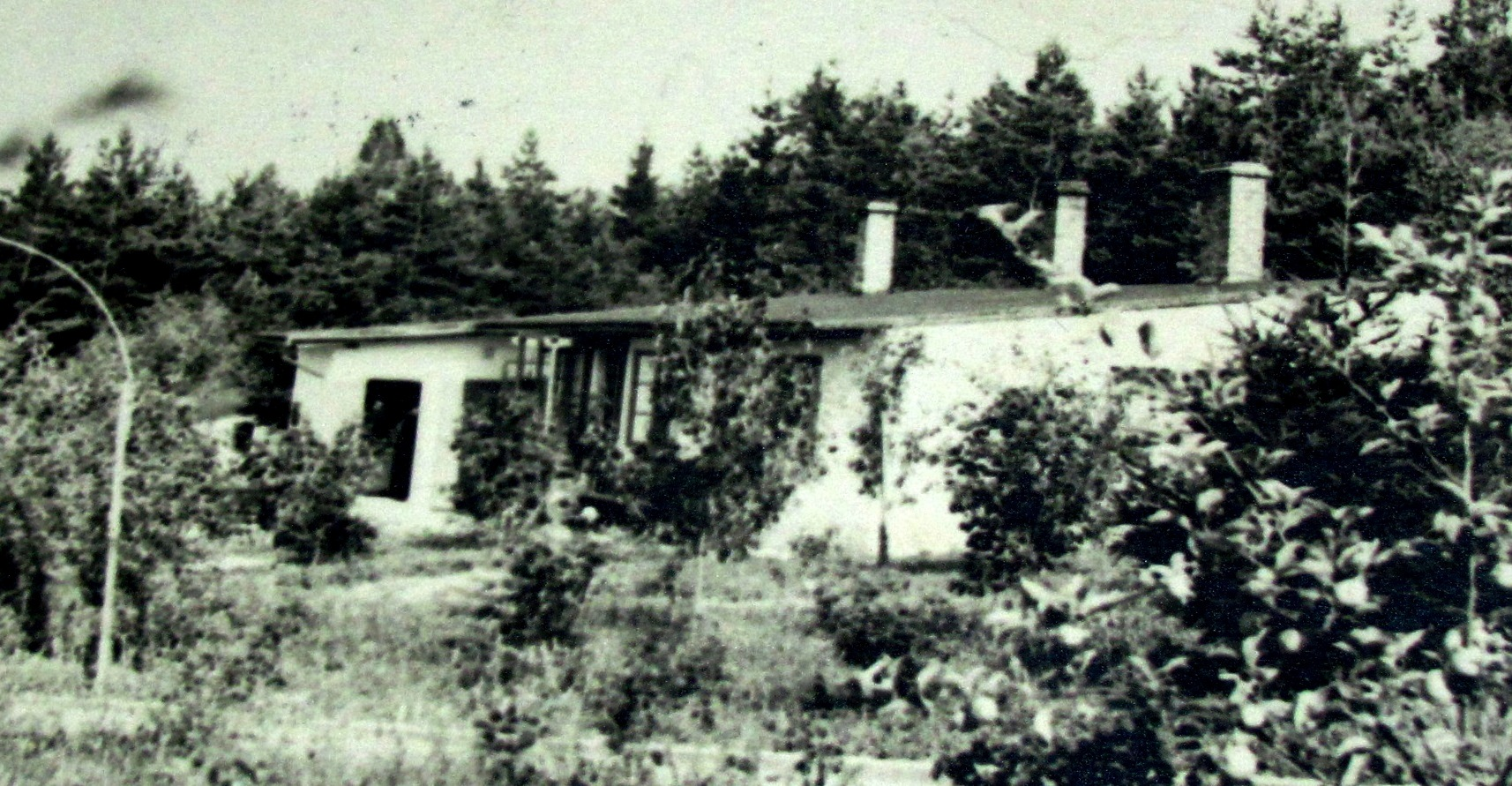
Chata u obce Felbabka (okr. Beroun), využívaná ve 30. a 40. letech 20. století společně rodinami herce Otomara Korbeláře a režiséra Františka Salzera (stav v roce 1944)

### Mládí a studium
Jeho otec, stavební inženýr, zemřel, když byly Otomarovi čtyři roky. Matka střídala často zaměstnání, takže se často stěhovali. Ve Veltrusech se jeho matka znovu provdala a narodil se jí druhý syn. Otomar pomáhal otčímovi v hospodářství, ale matka si přála, aby šel studovat na obchodní akademii.
Mladý Otomar byl nadšený hudebník, sám se učil na violoncello a chtěl se stát muzikantem. Během první světové války se živil hrou na klavír jako doprovod k němým filmům v jednom pražském biografu. Po válce začal studovat hru na fagot a hoboj na Pražské konzervatoři, kde byl díky svému talentu rovnou přijat do druhého ročníku. Prakticky souběžně s tím pak také na konzervatoři studoval i herectví. Byl žákem profesora Jaroslava Hurta, který vychoval i další známé divadelní osobnosti, např. režiséry Františka Salzera, Jana Škodu a Miloslava Jareše, herečku Jarmilu Horákovou a další.. Na Dramatickém oddělení konzervatoře byl posluchačem v letech 1919–1922, přičemž rok 1922 byl rokem, kdy toto oddělení absolvovali první posluchači. Již během studií si zahrál jako elév několik epizodních rolí v Národním divadle.

### Profesionální kariéra

#### Divadlo
Po absolutoriu hrál v divadlech v Olomouci (1922–1924, 1926–1929), Plzni, a Městském divadle Kladno, kde byl jednu sezónu i ředitelem. Mnoho let hrál v Divadle na Vinohradech (1929–1945, 1952–1954, 1956–1966), poslední léta života působil v Hudebním divadle Karlín (1962–1976).
V té době vytvořil také hlavní roli ve zpěvohře "Pomněnky Františka Kmocha" v Hudebním divadle v Nuslích.
Otomar Korbelář měl zvučný hlas, který zúročil také jako zpěvák. Byl představitelem mužných a charakterních rolí. Před druhou světovou válkou vytvořil na divadelních prknech řadu postav, z nichž největší úspěch měl jako Karel IV. v Noci na Karlštejně. V závěru kariéry byl jeho oblíbenou rolí plukovník Pickering v My Fair Lady.

#### Film
Z jeho filmových rolí byla pozoruhodná role Františka Kmocha ve filmu To byl český muzikant, hlavní role v prvním československém barevném filmu Jan Roháč z Dubé nebo role císaře Františka Josefa I. ve filmu Sarajevský atentát.
Popularitu získal již v období první republiky a Protektorátu ve filmech jako Grandhotel Nevada (1935, Petr), Tulák Macoun (1939), Pacientka doktora Hegla (1940, dr. Jindřich Hegl), Těžký život dobrodruha (1941, Fred Flok) či Prstýnek (1945, Jan Sochor). Ve filmech účinkoval i jako zpěvák či dabér.

### Soukromý život
Otomar Korbelář byl dvakrát ženatý a měl tři dcery. Svou první manželku Jarmilu Šamalíkovou potkal v divadle na Kladně. V Divadle na Vinohradech potkal svou druhou manželku, tanečnici a herečku Evu Vrchlickou mladší (vnučku spisovatele Jaroslava Vrchlického). Žili spolu více než třicet let.

### Společenská angažovanost
Byl členem KSČ a stál u zrodu Svazu českých dramatických umělců. Kromě herecké profese vykonával řadu funkcí ve stranických a odborových organizacích.

## Ocenění
- 1939 Zemská cena – za výkon ve filmu Tulák Macoun
- 1959 titul zasloužilý umělec

## Citát
| „                  | Jeden milovník non plus ultra – Otomar Korbelář! Přišel do souboru přibližně ve stejné době jako Jiří Plachý, Elena Hálková i já. Měl úžasné osobní kouzlo, své milovníky odváděl vždy s velkým šarmem a gracií. | “ |
| — Vladimír Hlavatý | |   |

## Účinkování

### Divadlo, role
- 1921 John Galsworthy: Zápas, role: Jindřich Rous, Národní divadlo, režie Jaroslav Hurt
- 1922 Ch. Marlowe: Edvard II, Sir John, Národní divadlo, režie K. H. Hilar
- 1922 Alois Jirásek: Jan Žižka, Purkmistr brněnský, Národní divadlo, režie Vojta Novák
- 1922 August Strindberg: Královna Kristýna, Kurýr, Národní divadlo, režie K. H. Hilar
- 1927 František Langer: Grandhotel Nevada, Petr, Divadlo na Vinohradech, režie Jaroslav Kvapil, 55 repríz
- 1929 František Langer: Obrácení Ferdyše Pištory, titul.role, Divadlo na Vinohradech, režie Jan Bor, 54 repríz
- 1929 Karel Čapek: R. U. R., Alquist, Divadlo na Vinohradech, režie Josef Kodíček, 15 repríz
- 1930 F. Oursler, L. Brentano: Pavouk, Chatran, Divadlo na Vinohradech, režie František Salzer, 20 repríz
- 1930 Marcel Achard: Dostaveníčko, Achmed Dorsa, Komorní divadlo, režie František Salzer
- 1931 Viktor Dyk: Poražení, Vikomte, Divadlo na Vinohradech, režie František Salzer, 19 repríz
- 1931 Viktor Dyk: Ranní ropucha, Breteuil, Divadlo na Vinohradech, režie František Salzer, 20 repríz
- 1931 Emanuel Bozděch: Zkouška státníkova, Kounic, Divadlo na Vinohradech, režie Bohuš Stejskal, 12 repríz
- 1931 Ladislav Stroupežnický: Paní mincmistrová, Dačický, Divadlo na Vinohradech, režie Gabriel Hart, 15 repríz
- 1931 Ladislav Stroupežnický: Zvíkovský rarášek, Dačický, Divadlo na Vinohradech, režie František Salzer, 12 repríz
- 1931 Ladislav Stroupežnický: Naši furianti, Dubský, Divadlo na Vinohradech, režie František Salzer, 31 repríz
- 1932 T. Šimon Kozák: Sedlák Šolta, titul.role, Divadlo na Vinohradech, režie Bohuš Stejskal, 10 repríz
- 1934 Eugene O´Neill: Chlupatá opice, Yank, Divadlo na Vinohradech, režie Bohuš Stejskal, 8 repríz
- 1934 Oscar Wilde: Ideální manžel, Chiltern, Komorní divadlo, režie Bohuš Stejskal, 48 repríz
- 1934 William Shakespeare: Mnoho povyku pro nic, Beneš, Komorní divadlo, režie Jan Bor, 22 repríz
- 1935 L. N. Tolstoj: Anna Karenina, Vronský, Divadlo na Vinohradech, režie Jan Bor, 41 repríz
- 1935 G. B. Shaw: Veliká Kateřina, Potěmkin, Komorní divadlo, režie František Salzer, 13 repríz
- 1936 bří Mrštíkové: Maryša, Francek, Divadlo na Vinohradech, režie Jan Bor, 24 repríz
- 1936 G. B. Shaw: Caesar a Kleopatra, Caesar, Divadlo na Vinohradech, režie František Salzer, 13 repríz
- 1937 František Langer: Dvaasedmdesátka, Melichar, Divadlo na Vinohradech, režie Bohuš Stejskal, 56 repríz
- 1937 Pierre Corneille: Cid, Rodrigo, Divadlo na Vinohradech, režie Bohuš Stejskal, 14 repríz
- 1938 Viktor Dyk: Veliký mág, Jan, Komorní divadlo, režie Bohuš Stejskal, 22 repríz
- 1938 Jaroslav Kvapil: Princezna Pampeliška, Honza, Divadlo na Vinohradech, režie Jaroslav Kvapil, 41 repríz
- 1939 William Shakespeare: Zkrocení zlé ženy, Petrucio, Divadlo na Vinohradech, režie František Salzer, 46 repríz
- 1939 J. J. Kolár: Mravenci, Václav Rainer, Divadlo na Vinohradech, režie A. Kandert, 10 repríz
- 1940 Frank Tetauer: Život není sen, Josef Němec, Komorní divadlo, režie František Salzer, 62 repríz
- 1941 William Shakespeare: Jak se vám líbí, Orlando, Divadlo na Vinohradech, režie František Salzer, 53 repríz
- 1943 Alois Jirásek: Vojnarka, Antonín, Divadlo na Vinohradech, režie Gabriel Hart, 21 repríz
- 1943 Svatopluk Kadlec: Žena nejsou housle, Mikuláš Dačický, Divadlo Na poříčí, režie František Salzer, 33 repríz
- 1943 Jaroslav Vrchlický: Noc na Karlštejně, Karel IV., Komorní divadlo, režie Jan Port, 62 repríz
- 1943 J.Vrchlický, Z.Fibich: Námluvy Pelopovy, Pelops, Divadlo na Vinohradech, režie Jiří Plachý, 13 repríz
- 1944 J.Vrchlický, Z.Fibich: Smrt Hippodamie, Pelops, Divadlo J. K. Tyla, režie Jiří Plachý, 11 repríz
- 1944 J. Vrchlický, Z. Fibich: Smír Tantalův, Pelops, Divadlo na Vinohradech, režie Jiří Plachý, 26 repríz
- 1952 Samed Vurgun: Východ slunce, Chaspolad, Divadlo čs. armády, režie Jan Škoda
- 1970 Jaroslav Beneš: Uličnice, Hudební divadlo Karlín
- 1972 Jaroslav Beneš: Na tý louce zelený, Hudební divadlo Karlín (na scéně v Nuslích)

### Divadlo, režie
- 1925 René Fauchois: Mluvící opice, Divadlo v Plzni
- 1926 Romain Rolland: Hra o lásce a smrti, Divadlo v Olomouci
- 1926 Michail Petrovič Arcybašev: Žárlivost, Divadlo v Olomouci
- 1927 Bedřich Vrbský: Šofér (Pošetilosti, náhody a lásky), Divadlo v Olomouci
- 1927 Viktor Dyk: Revoluční trilogie, Divadlo v Olomouci (spolurežie s Františkem Salzerem)
- 1928 J. Vrchlický, Z. Fibich: Smrt Hippodamie, Divadlo v Olomouci (spolurežie s Františkem Salzerem)
- 1929 Fournier Wolf: Po lásce, Divadlo v Olomouci

### Zpěv
- Grandhotel Nevada (1934)
- Dokud máš maminku (1934)
- Zlatá Kateřina (1934)
- Včera neděle byla (1938)
- Tulák Macoun (1939)
- To byl český muzikant (1940)
- Rukavička (1941)
- Slepice a kostelník ..... Dajme my si, kamarádi, hore hrát (1950)

### Muzikál
- My Fair Lady – plukovník Pickering

### Film
- Třetí rota (1931) – poručík Suk
- Zlaté ptáče (1932) – Petr
- Zlatá Kateřina (1934) – John Sam
- Grandhotel Nevada (1934) – Petr
- Dokud máš maminku (1934) – Ing. Karel Jaroš
- Bezdětná (1935) – ředitel Hron
- Vzdušné torpédo 48 (1936) – plukovník Švarc
- Komediantská princezna (1936) – Dvorský
- Srdce na kolejích (1937) – Pavel Skála
- Důvod k rozvodu (1937) – Sheriadan alias Skála
- Soud boží (1938) – Jan Foltýn
- Včera neděle byla (1938) – Jaroslav
- Boží soud (1938) – Jan Foltýn
- Lucerna (1938) – mlynář
- Zlatý člověk (1939) – prof. MUDr. Petr Partyk
- Tulák Macoun (1939) –  František Macoun
- Nevinná (1939) – Ing. Novák
- To byl český muzikant (1940) – František Kmoch
- Pacientka dr. Hegla (1940) – dr. Jindřich Hegl
- Těžký život dobrodruha (1941) – Fred Flok alias konzul Binder alias Ing. Benda alias komisař Niklas
- Rukavička (1941) – Arne Brant
- Advokát chudých (1941) – Josef Kypr
- Šťastnou cestu (1943) – Jan Klement, průmyslník
- Skalní plemeno (1943) – Petr Pangrác
- Experiment (1943) – Karel Chodovský
- Děvčica z Beskyd (1944) – Cyril Hanulík
- Prstýnek (1945) – Jan Sochor
- Nezbedný bakalář (1946) – Mikuláš
- Lavina (1946) – dr. Heran
- Jan Roháč z Dubé (1947) – Jan Roháč z Dubé
- Vzbouření na vsi (1949) – Kubeš
- Pytlákova schovanka aneb Šlechetný milionář (1949) – Dubský
- Vstanou noví bojovníci (1950) – Švandrlík
- Slepice a kostelník (1950) – Tonek Pěknica
- Karhanova parta (1951) – ředitel
- Usměvavá zem (1952) – předseda JZD
- Pyšná princezna (1952) – hospodář
- Severní přístav (1954) – Dušek
- Honzíkova cesta (1956) – revizor
- Brankář bydlí v naší ulici (1957) – Šácha
- Tenkrát o Vánocích (1958) – kapitán Hloušek
- Letiště nepřijímá (1959) – Široký
- Objev na Střapaté hůrce (1962) – prof. Říha
- Máte doma lva? (1963)
- Místo v houfu (1964) – 3. Optimista – pán
- Gambit (1964)
- Pět miliónů svědků (1965) – Glanc
- Na Žižkově válečném voze (1968)
- Pán si neželal nič (1970) – Mrázik
- My, ztracený holky (1972)
- Sarajevský atentát (1975) – císař František Josef
- Náš dědek Josef (1976) – Šantala

### Televizní film
- Chvíle rozhodnutí (1961) – Lebeda
- Polka jede do světa (1965) – generál Walmoden
- Samota (1965)
- Znojemský sen (1972)

### Televizní seriál
- Eliška a její rod (1966)
- Tajemství proutěného košíku (1977)

### Dokument
- Za karpatským medvědem (1952)
- Večery s Jindřichem Plachtou (1953) – sám sebe
- Odkaz Dukly (1954)
- Otomar Korbelář (1960)
- Pražský chodec (1965)

### Dabing
- Ďábel a desatero (1962) – bůh
- Poklad na Stříbrném jezeře (1962) – hostinský
- Vinnetou – Rudý gentleman (1964) – plukovník J. F. Merril
- Mrazík (1964) – Mrazík

### Rozhlas
- 1962 Lev Nikolajevič Tolstoj – Plody vzdělanosti, Československý rozhlas, role: Leonid Fjodorovič Zvězdincev, režie: Jiří Roll.